# Melanoides turritispira
Melanoides turritispira е вид коремоного от семейство Thiaridae. Видът е почти застрашен от изчезване.

## Разпространение
Разпространен е в Малави.